# Terrassa marina
Una terrassa marina, terrassa costanera, o platja elevada, és un accident geogràfic que consisteix en una plataforma que ha estat exposada com a resultat de la combinació de dos fenòmens: variacions del nivell del mar i canvis tectònics d'alçament i subsidència al llarg de la costa. La seva morfologia es pot representar com una estreta franja costanera suaument inclinada cap al mar i coberta, la majoria de les vegades, per dipòsits marins (típicament llim, sorra, grava) o eòlics.

## Gènesi

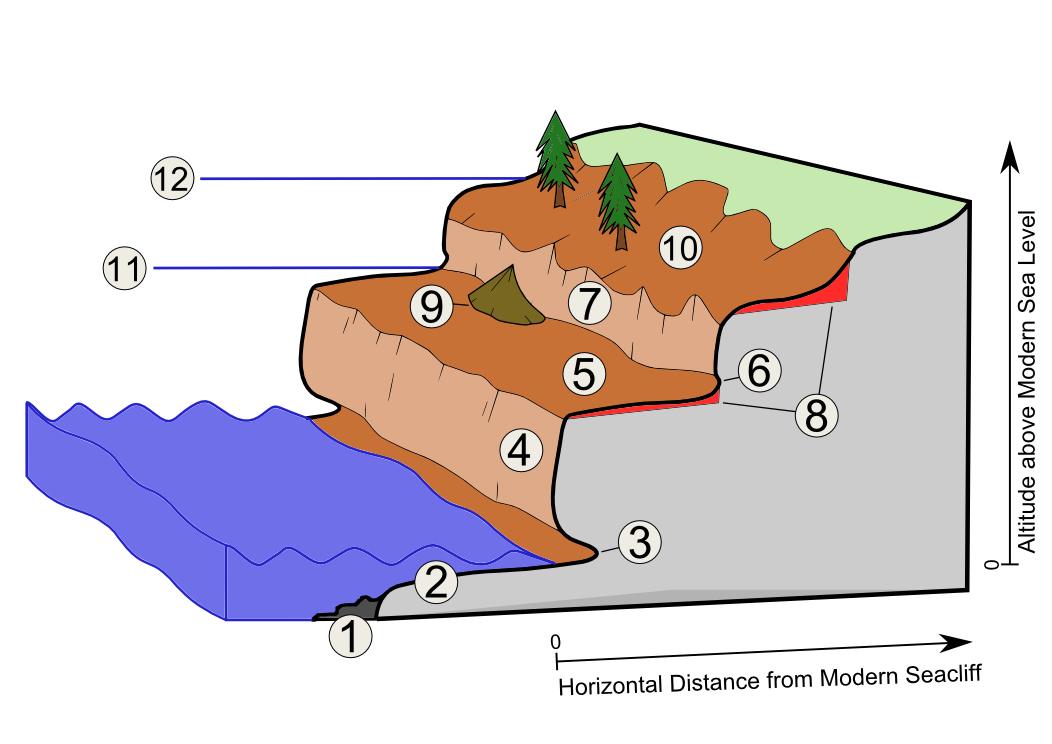
Típica seqüència de terrasses marines erosionals.1) penya-segat de baixamar/rampa amb deposició, 2) plataforma d'abrasió moderna, 3) soscavi/vora interior, angle de la línia de costa moderna, 4) penya-segat marí modern, 5) plataforma conformada per les ones/plataforma d'abrasió antiga, 6) paleo-angle de línia costanera, 7) paleo-penya-segat marí, 8) dipòsits cobrint les terrasses/dipòsits marins, Col·luvió, 9) ventall al·luvial, 10) penya-segat marí cobert i decaigut i plataforma costanera, 11) nivell I del paleo-mar, 12) nivell II del paleo-mar. - segons diversos autors

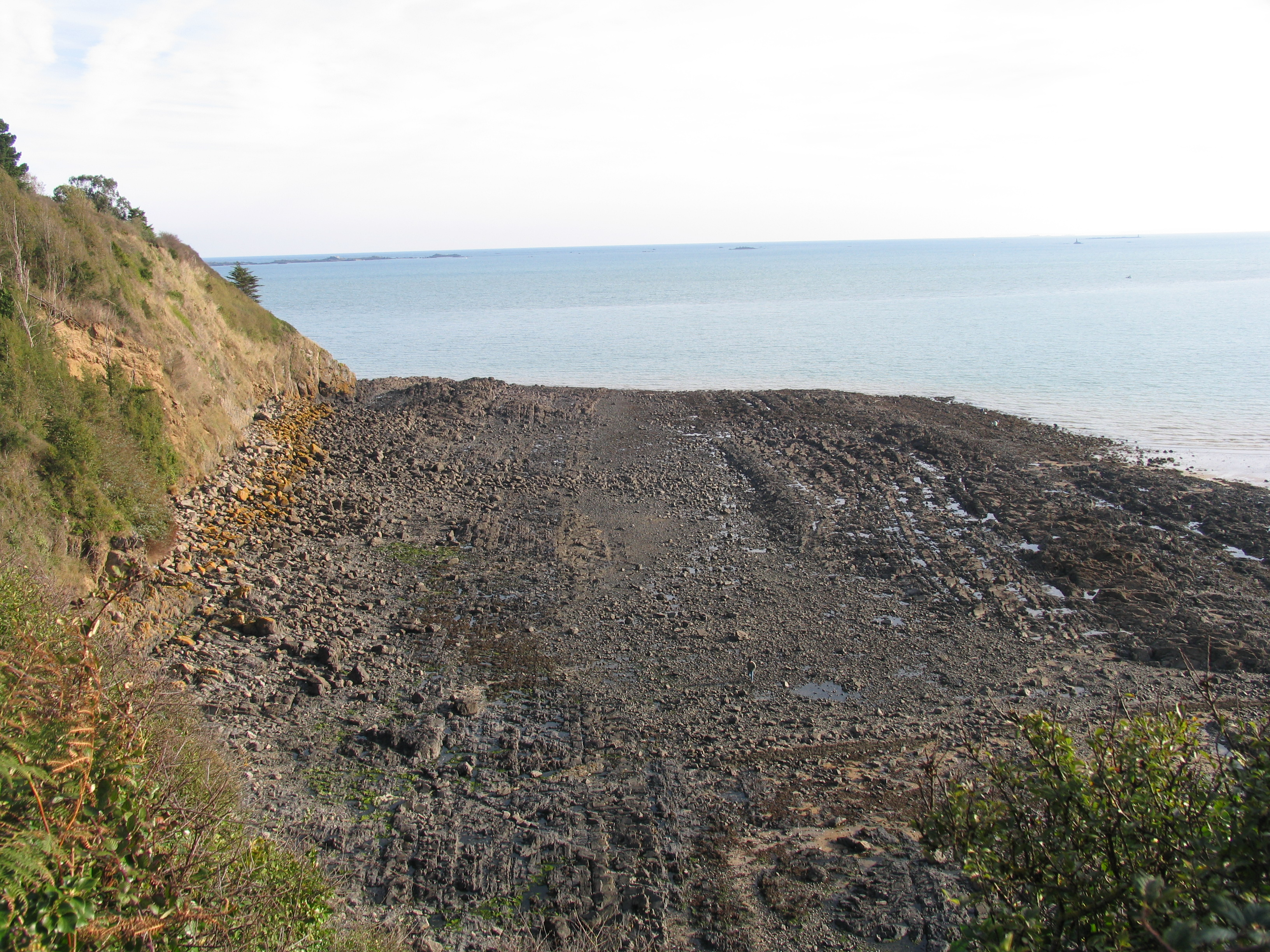
Plataforma d'abrasió

Aquests accidents geogràfics són producte de l'acció erosiva del mar, la qual va desgastant la costa fins a formar una plataforma d'abrasió. En baixar el nivell del mar o elevar-se el continent, la plataforma d'abrasió queda exposada donant origen a una nova terrassa marina. Aquest procés es desenvolupa durant milers d'anys provocant habitualment canvis sobtats de pendent dels quals s'observen com a geometries escalonades.
Les terrasses marines són vestigis de les oscil·lacions de nivell del mar en l'època del Quaternari, quan es van desenvolupar al planeta les glaciacions i interglacials les quals feien pujar i baixar el nivell del mar.
Les característiques geomètriques, la presència de sediments associats i la seva conservació, depenen d'una sèrie de característiques geogràfiques i de paràmetres oceanogràfics tant locals com a globals, a més del grau de resistència i composició de l'estructura geològica.
Les terrasses marines apareixen amb freqüència en regions d'activitat tectònica. Generalment només unes poques terrasses es desenvolupen a cada àrea, encara que en alguns llocs són nombroses.
Les terrasses costaneres àmplies, preserven un registre de la interacció entre la terra i el mar, el qual resulta de canvis en el nivell del mar i de l'exhumació o subsidència de la terra. La principal tasca en l'estudi geotectònic de regions costaneres és separar aquests dos efectes.

## Registre i implicacions
El registre dels canvis de la línia de costa mostra els diferents nivells del mar relatiu a la superfície terrestre. Aquests inclouen canvis de dos tipus: l'eustàtic, els quals són els que reflecteixen els canvis reals del volum d'aigua en els oceans; i els canvis aparents del nivell del mar, els que fan referència a variacions verticals de la superfície terrestre.
El canvi relatiu en el nivell del mar es pot calcular de dues maneres equivalents:
- Canvi relatiu en el nivell del mar = canvi en el nivell eustàtic + canvi aparent en el nivell del mar;
- Canvi relatiu en el nivell del mar = canvi en el nivell eustàtic - canvi per desplaçament vertical real de la terra.

En principi, una línia de costa pot preservar un registre d'un alçament relatiu o una baixa relativa del nivell del mar, el qual habitualment resulta d'una constant subsidència o exhumació sobre els quals estan superimposades fluctuacions en el nivell eustàtic.

## Casos extrems
Durant un alçament relatiu en el nivell del mar, si la taxa de subsidència és aproximadament coincident amb una baixa eustàtica, es poden formar una línia de costa que mostra un antic nivell més alt del mar, pantans costaners o dipòsits mareals. Amb una posterior elevació en el nivell eustàtic, les antigues línies de costa on el nivell del mar era més alt i els pantans poden ser destruïts per acció d'onatge o submergits quan el mar envaeix la terra. Si estan submergits i posteriorment coberts amb sediments més joves, podran preservar-se en la seqüència estratigràfica com un indicador d'un mínim en la corba de nivell eustàtic.
Durant un descens relatiu del nivell del mar, si la taxa d'alçament és aproximadament coincident amb un augment en nivell eustàtic, la terrassa que apareix quan esdevé una caiguda en el nivell eustàtic serà un registre d'un temps de màxim en la corba de nivell eustàtic.

## Fluctuacions eustàtiques i desplaçament vertical

Figura 1. Fluctuacions del nivell del mar des de fa 542 milions d'anys, segons dos estudis, els de Hallam et al. (en vermell) i segons els geòlegs de l'empresa Exxon (en blau).

Datant sèries d'antigues línies de costa i mesurant les seves elevacions en el present, es pot desenvolupar un registre dels canvis relatius al nivell del mar. Després, per esbrinar el desplaçament vertical real de la superfície pel que fa al registre del nivell del mar, cal saber-ne la història de les fluctuacions eustàtiques. D'altra banda, per determinar les fluctuacions eustàtiques, necessitem saber la història del desplaçament vertical de la superfície. Així s'està tancant en un dilema circular del que no es pot escapar sense fer algunes suposicions. Una solució és assumir que la taxa d'alçament costaner és constant, aplicant actualisme. La taxa d'alçament mitjana és llavors determinada per l'edat de l'elevació d'una línia antiga de costa que es va formar en un temps en què el nivell del mar és conegut, a partir d'àrees tectònicament estables, d'edats properes al valor presentat en les terrasses que es desitja estudiar. Restant l'alçament relatiu respecte al nivell del mar de la corba de nivell del mar relatiu podem trobar la corba eustàtica. Ara, la consistència de la suposició de taxa d'alçament constant pot ser posada a prova comparant corbes eustàtiques del nivell del mar inferides de diferents línies de costa al voltant del món. D'aquesta manera, per un mètode de suposició, comparació i refinament, una corba eustàtica generalment acceptada ha estat desenvolupada, la qual pot ser utilitzada aleshores com un estàndard a partir del qual es pot establir la història d'alçament tectònic de diferents àrees. Amplis estudis de les terrasses costaneres al voltant del món han revelat que els registres del nivell relatiu del mar, poden ser dividits en dues parts; una part primerenca en el Plistocè entre 1,6 milions d'anys a 10.000 anys abans del present; i una part posterior en l'Holocè, que s'estén des de 10.000 anys BP fins al present. Cada part té les seves pròpies característiques.
El registre de les terrasses de l'antiga línia de costa del Plistocè és un resultat de la interacció entre moviments tectònics de la costa i fluctuacions del nivell eustàtic del mar, tenint aquest últim una amplitud característica de més de 100 a 150 m i una freqüència de 20 000 a 100 000 anys.
Aquestes fluctuacions eustàtiques van ser causades principalment per les variacions dels casquets de gel continentals. L'avenç de les capes de gel necessita una gran acumulació de gel, amb la consegüent remoció de volums equivalents d'aigua des dels oceans, causant, d'aquesta manera una caiguda en el nivell eustàtic del mar. El cas invers es dona per a una reculada de les capes de gel, aquí l'aigua és retornada als oceans causant un augment en el nivell eustàtic del mar. La història de les fluctuacions de les capes de gel es basa en part en una anàlisi d'isòtops d'oxigen en les petxines d'organismes marins oposats en nuclis presos dels testimonis perforats en sediments de fons marí profund. Un avanç de les glaceres continentals és associat amb un descens en les temperatures oceàniques, les que són registrades per un increment en la raó d'O18/O¹⁶ en aquestes petxines; per al cas contrari es tindrà una disminució d'aquesta taxa.
El registre més detallat de les fluctuacions del nivell del mar en el Plistocè, ha estat obtingut de la costa de la península Huon a Papua Nova Guinea. Els esculls de línies antigues de costa, estan indicats per plataformes formades per esculls de coral fòssils, els quals han estat datats emprant datacions per urani. Aquestes dates estableixen els temps de màxim en la història del nivell eustàtic del mar i les elevacions de l'antiga línia de costa que defineixen la història del nivell del mar relatiu. La taxa d'alçament d'uns 4 metres per cada 1000 anys està basada en l'elevació de 500 m d'una prominent línia de costa que va ser tallada quan el nivell del mar era 2 a 10 m més alt que en el present. Restant la taxa d'alçament (assumida constant) a la corba del nivell relatiu del mar, s'obté una corba del nivell eustàtic del mar.

## Interpretació del perfil de terrasses marines

Figura 2. Nivell del mar al llarg de l'Holocè, s'observa la poca variació en els últims 7000 anys, per això es pot dir que les terrasses formades des de llavors són degudes a l'alçament tectònic i no a variacions del nivell dels oceans. Aquesta figura és un equivalent a una ampliació de la part inferior esquerra de la figura 1, on es mostren els últims 542 milions d'anys de les variacions del nivell.

Una vegada que el nivell eustàtic ha estat determinat amb raonable confiança, es pot interpretar el perfil de terrasses marines en termes de raons d'alçament tectònic. A (Quezada et al. 2007) es mostra el procediment per separar l'alçament tectònic de les variacions en el nivell eustàtic per al registre dominat per terrasses Plistocenes, a partir d'un dibuix de (Lajoie 1986). Per a això s'enfronta un gràfic de la corba eustàtica dels passats 300.000 anys (elevació en metres enfront del temps) contra un perfil de les terrasses marines que representen l'elevació relativa d'una locació de diverses línies de costa antigues, que han estat preservades per alçament tectònic. Emprant dates independents de les antigues línies de costa (quan és possible), cada terrassa pot ser associada amb un alt estadi en la corba del nivell eustàtic del mar, i es pot dibuixar una línia des del màxim en la corba del nivell del mar a l'altitud de la terrassa associada en el temps present (temps zero). El pendent de la recta d'unió d'aquests dos punts és la taxa mitjana d'alçament per a cada terrassa, perquè la distància vertical tancada per les línies defineix el canvi en l'altitud que aquesta terrassa va experimentar des del màxim del nivell del mar al qual la terrassa es va haver format, respecte al seu present altitud; la distància horitzontal creuada per la línia defineix el lapse de temps des que la terrassa va ser formada, ja que el nivell eustàtic està dibuixat en un eix de temps. El fet que les línies d'unió que s'han definit més amunt, per a totes les terrasses, siguin paral·leles indica que les taxes mitjana d'alçament de les línies de costa ha estat constants per als últims 300.000 anys. Línies de costa emergents al voltant del món tendeixen a registrar els mateixos tres prominents alts estadis plistocens al nivell del mar datats ara fa 120.000, 104.000 i 82.000 anys.
En contrast amb les fluctuacions Plistocenes, el nivell del mar durant l'Holocè va experimentar un ràpid alçament associat amb l'últim retrocés dels gels continentals, previ a 5000-7000 anys enrere, després d'això el nivell del mar ha estat essencialment constant (Figura 2), així es pot assegurar que les terrasses costaneres formades durant els passats 5000-7000 anys registren directament esdeveniments d'alçament tectònic.